# Revolution (Miranda Lambert)
Revolution è il quarto album di studio della cantante country statunitense Miranda Lambert, pubblicato il 29 settembre 2009.
Da esso sono stati tratti i singoli Dead Flowers, uscito il 4 maggio 2009, White Liar, il 17 agosto dello stesso anno, The House That Built Me, l'8 marzo 2010, e Only Prettier, il 26 luglio successivo.
In totale l'album ha venduto 1 490 519 copie ed è stato certificato disco di platino negli Stati Uniti. È il 27º album più venduto negli Stati Uniti nel 2010 e il 58° nel 2011.

## Tracce
1. White Liar (Miranda Lambert, Natalie Hemby) - 4:48
2. Only Prettier (Miranda Lambert, Natalie Hemby) - 3:09
3. Dead Flowers (Miranda Lambert) - 3:59
4. Me and Your Cigarettes (Miranda Lambert, Ashley Monroe, Blake Shelton) - 2:24
5. Maintain the Pain (Miranda Lambert) - 2:17
6. Airstream Song (Miranda Lambert, Natalie Hemby) - 2:48
7. Makin' Plans (Miranda Lambert) - 3:50
8. Time to Get a Gun (Fred Eaglesmith) - 3:55
9. Somewhere Trouble Don't Go (Julie Miller) - 3:21
10. The House That Built Me (Tom Douglas, Allen Shamblin) - 3:56
11. Love Song (Miranda Lambert, Blake Shelton, Charles Kelley, Dave Haywood) - 2:49
12. Heart Like Mine (Miranda Lambert, Ashley Monroe, Travis Howard) - 2:57
13. Sin for a Sin (Miranda Lambert, Blake Shelton) - 3:28
14. That's the Way That the World Goes 'Round (John Prine) - 3:25
15. Virginia Bluebell (Miranda Lambert, Natalie Hemby, Jennifer Kennard) - 3:46

## Classifiche
| Classifica (2009)                 | Posizione massima |
| --------------------------------- | ----------------- |
| Australia (Country)               | 13                |
| Canada                            | 47                |
| Canada (Country)                  | 6                 |
| U.S. Billboard 200                | 8                 |
| U.S. Billboard Top Country Albums | 1                 |